# Ice (песня)
«Ice» — песня российского хип-хоп-исполнителя Моргенштерна, выпущенная 31 июля 2020 года на лейбле Zhara Music.

## Предыстория
1 июля 2020 года Алишер опубликовал сниппет нового трека, который в интернете получил название «Ice». Позже Моргенштерн сообщил, что песня будет коллаборацией с другим музыкантом.
28 июля 2020 года Моргенштерн опубликовал обращение, в котором рассказал, что второй исполнитель для его песни «Ice» скинул ему свой куплет, после чего стал игнорировать на протяжении двух недель. В обращении Моргенштерн обратился к данному исполнителю с просьбой откликнуться, но имя исполнителя не огласил. На следующий день, 29 июля, опубликовал «последнее обращение», в котором сообщил, что даёт исполнителю один день на ответ, иначе Моргенштерн выпускает песню на цифровые площадки, не указав его в качестве второго исполнителя.

## Коммерческий успех
Как и предыдущим синглам Моргенштерна, треку «Ice» понадобилось пару часов, чтобы возглавить чарты Apple Music и ВКонтакте. За первые сутки видеозапись с песней на YouTube набрала более четырёх миллионов просмотров и более миллиона прослушиваний ВКонтакте.
Песня вошла в чарт iTunes 7 стран и в чарт Apple Music 15 стран, заняв первую позицию в России, Украине, Эстонии и Латвии.
После релиза песни она стала набирать популярность в приложении для обмена короткими видео TikTok. Среди станцевавших под «Ice» четырёхкратный чемпион НБА Шакил О’Нил и его сын.

## Чарты
| Чарт (2020)                | Высшая позиция |
| -------------------------- | -------------- |
| Россия (Apple Music)       | 1              |
| Украина (Apple Music)      | 1              |
| Эстония (Apple Music)      | 1              |
| Латвия (Apple Music)       | 1              |
| Молдова (Apple Music)      | 3              |
| Литва (Apple Music)        | 4              |
| Таджикистан (Apple Music)  | 4              |
| Азербайджан (Apple Music)  | 6              |
| Казахстан (Apple Music)    | 7              |
| Кыргызстан (Apple Music)   | 8              |
| Армения (Apple Music)      | 29             |
| Польша (Apple Music)       | 66             |
| Кипр (Apple Music)         | 88             |
| Туркменистан (Apple Music) | 131            |
| Финляндия (Apple Music)    | 187            |
| Украина (iTunes)           | 2              |
| Казахстан (iTunes)         | 9              |
| Эстония (iTunes)           | 10             |
| Россия (iTunes)            | 11             |
| Словакия (iTunes)          | 32             |
| Литва (iTunes)             | 68             |
| Финляндия (iTunes)         | 82             |
| Латвия (Spotify)           | 10             |
| Эстония (Spotify)          | 47             |
| Мир (ВКонтакте)            | 1              |
| Мир (Genius)               | 2              |
| Мир (Яндекс.Музыка)        | 7              |
| Россия (Яндекс.Музыка)     | 8              |
| Мир (BOOM)                 | 1              |
| Мир (Shazam)               | 16             |
| YouTube Music              | 17             |
| Мир (Top YouTube Hits)     | 1              |